# Championnats d'Europe d'athlétisme handisport
Les Championnats d'Europe d'athlétisme handisport est un événement organisé par le Comité international paralympique. Les athlètes avec un handicap moteur participent, ainsi que les athlètes avec un handicap mental dans quelques épreuves. Ils sont organisés tous les 2 ans, mais l'édition 2020 a été repoussée d'une année pour cause de COVID.
Les premiers championnats d'Europe d'athlétisme handisport ont eu lieu à Assen aux Pays-Bas en 2003.

## Éditions
| Édition | Année                      | Ville       | Pays        | Date          | Lieu                            | Épreuves | Athlètes |
| ------- | -------------------------- | ----------- | ----------- | ------------- | ------------------------------- | -------- | -------- |
| 1re     | 2003 (résultats détaillés) | Assen       | Pays-Bas    | 15 au 20 juin | Stadsbroek Sports Park          | 215      | 700      |
| 2e      | 2005 (résultats détaillés) | Espoo       | Finlande    | 22 au 27 août | Leppävaaran Stadion             | + de 150 | 750      |
| 3e      | 2012 (résultats détaillés) | Stadskanaal | Pays-Bas    | 24 au 28 juin | Stadskanaal Stadium             | 144      | 550      |
| 4e      | 2014 (résultats détaillés) | Swansea     | Royaume-Uni | 18 au 23 août | Swansea University Stadium      | 193      | 550      |
| 5e      | 2016 (résultats détaillés) | Grosseto    | Italie      | 10 au 16 juin | Stade Carlo-Zecchini            | 171      | 700      |
| 6e      | 2018 (résultats détaillés) | Berlin      | Allemagne   | 20 au 26 août | Friedrich-Ludwig-Jahn-Sportpark | 182      | 600      |
| 7e      | 2021 (résultats détaillés) | Bydgoszcz   | Pologne     | 1er au 5 juin | Stade Zdzisław-Krzyszkowiak     | 157      | 670      |

## Classification
Les athlètes bénéficient d'un classement en fonction du type et de l'ampleur de leur handicap. Le système de classification permet aux athlètes de concourir contre des athlètes ayant des aptitudes fonctionnelles similaires.
Les classifications en athlétisme sont:
- 11-13 : les athlètes aveugles (11) et malvoyants (12, 13) qui peuvent participer avec un guide
- 20 : Les athlètes ayant une déficience intellectuelle
- 31-38 : Les athlètes atteints de paralysie cérébrale
- 40 : Les autres (y compris les personnes souffrant de nanisme)
- 42-46 : Les personnes amputées
- 51-58 : Les athlètes ayant un handicap de la moelle épinière (athlètes en fauteuil)

Les numéros de classe sont préfixés par une lettre : "T" pour la course (Track), "F" pour le lancer ou le saut (Field) et "P" pour le pentathlon.